# Odeonsplatz

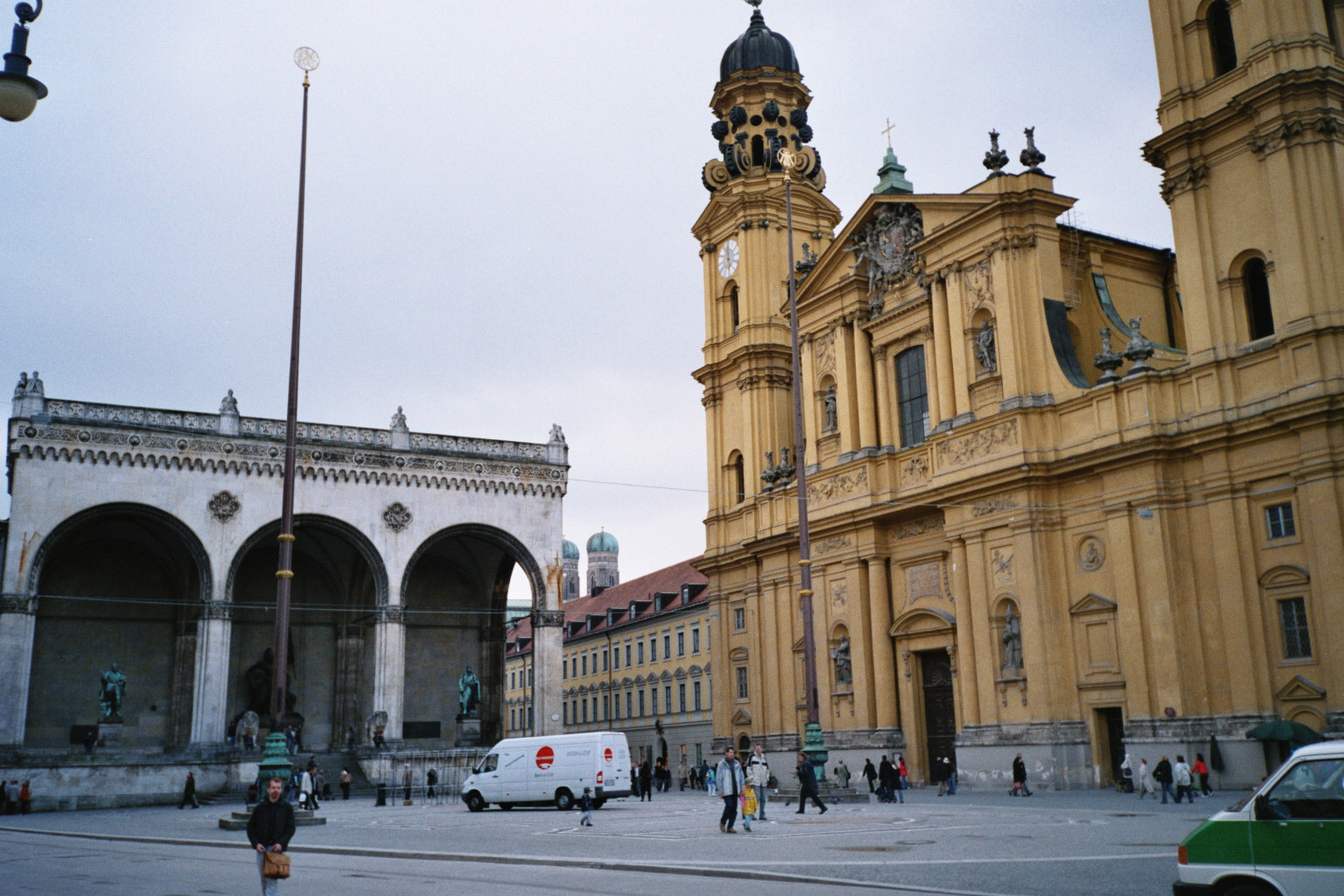
Vista del Feldherrnhalle (izquierda) y de la Theatinerkirche (derecha) desde la Odeonsplatz.

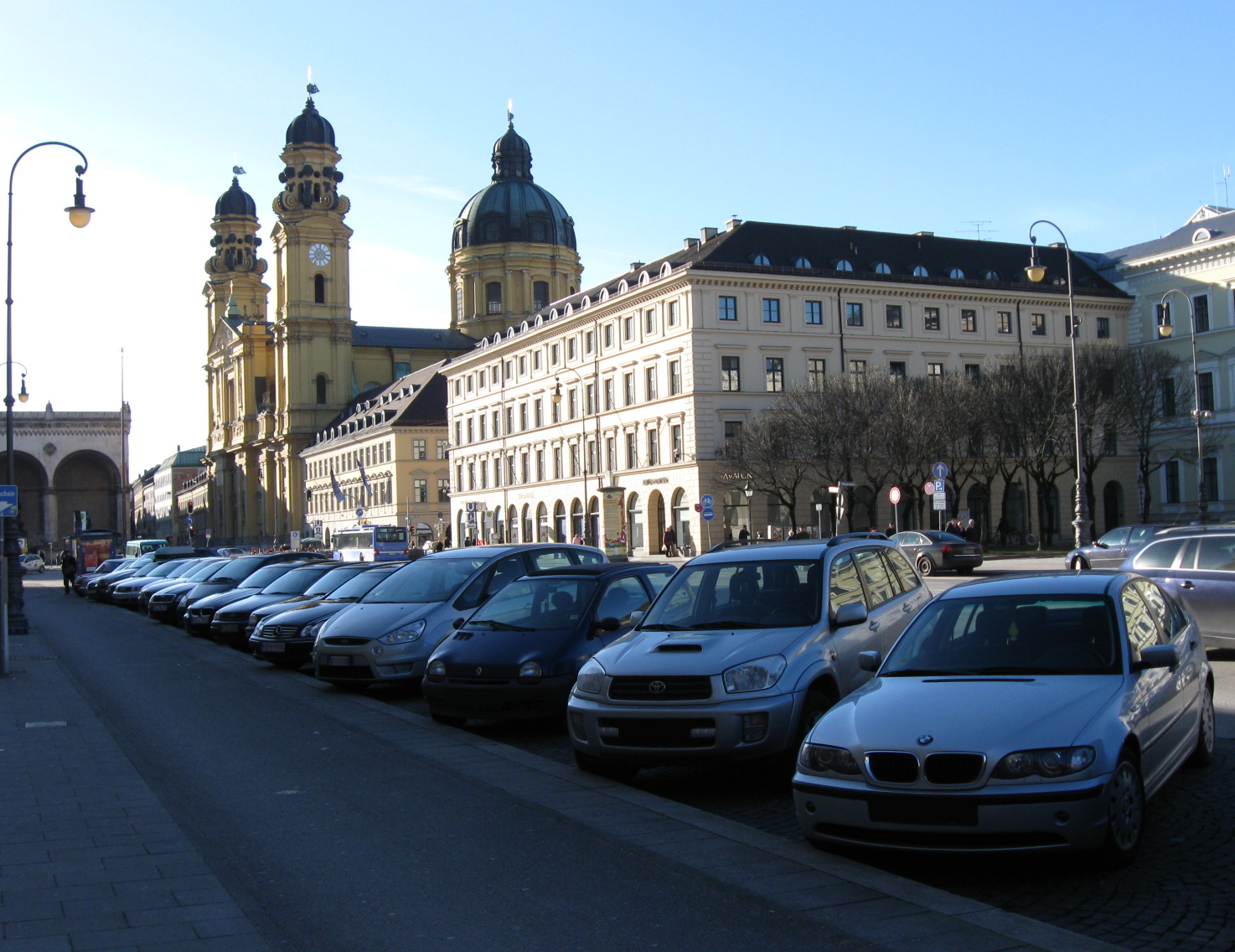
El lado oeste de la Odeonsplatz, mirando hacia el sur hacia la Theatinerkirche y el Feldherrnhalle.

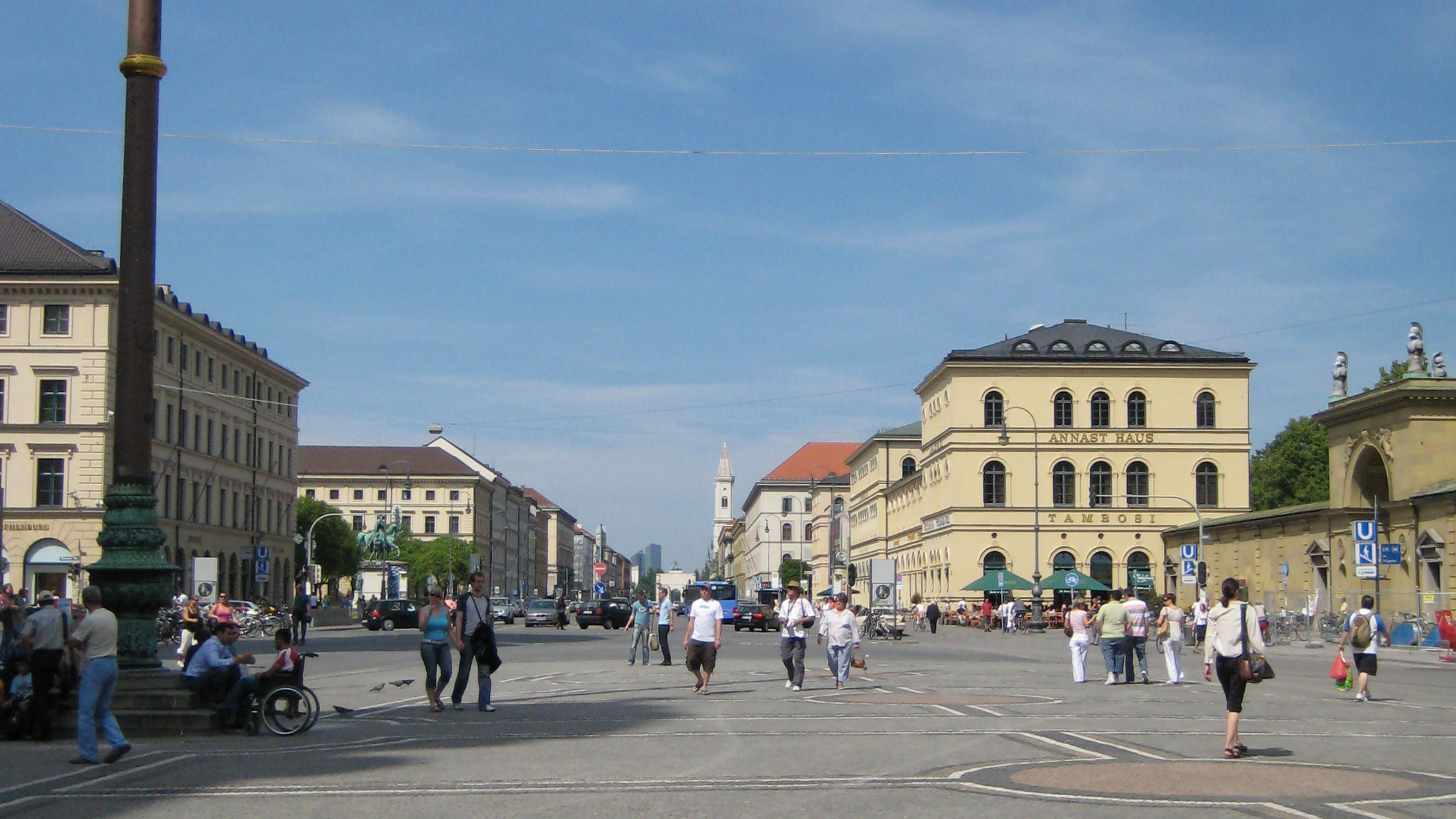
Vista norte a lo largo de la Ludwigstraße.

La Odeonsplatz es una gran plaza del centro de Múnich que fue urbanizada a principios del siglo xix por Leo von Klenze y se encuentra en el extremo sur de la Ludwigstraße, construida al mismo tiempo. La plaza recibe su nombre debido a la antigua sala de conciertos, el Odeón, que se encontraba en su lado noroeste. El nombre Odeonsplatz se ha extendido también al parvis de la Residencia de Múnich, situado frente a la Theatinerkirche y rematado por el Feldherrnhalle, que se encuentra al sur de ella. La plaza fue el escenario de un tiroteo que finalizó la marcha nazi a la altura del Feldherrnhalle durante el Putsch de Múnich de 1923.

## Localización y edificios
La Odeonsplatz se encuentra al norte del centro histórico, en la frontera entre Altstadt-Lehel (al este) y Maxvorstadt (al oeste). En el lado oeste, que está retranqueado respecto de la línea de la Ludwigstraße, están el edificio del Odeón (1826–28, actualmente sede del Ministerio del Interior de Baviera) y el idéntico Palacio Leuchtenberg (1817–21, actual Ministerio de Finanzas de Baviera), ambos inspirados en el Palacio Farnesio de Roma. En el lado este está el Edificio del Bazar de Klenze, que contiene el Café Tambosi. Entre los dos edificios del lado oeste, una calle sin nombre conduce al Palais Ludwig Ferdinand (1825–26, actual sede de Siemens). Tanto esta calle como Brienner Straße, que empieza en el extremo sur de la plaza, conducen a la adyacente Wittelsbacherplatz, también diseñada por Klenze. El Feldherrnhalle es una copia de la famosa Loggia della Signoria de Florencia.
La Odeonsplatz es servida por la estación homónima del Metro de Múnich y por la Museenlinie («línea de los museos») del sistema de autobuses de Múnich. Desde 1972, el extremo sur de la plaza ha formado parte de la zona peatonal del centro de Múnich.

## Historia

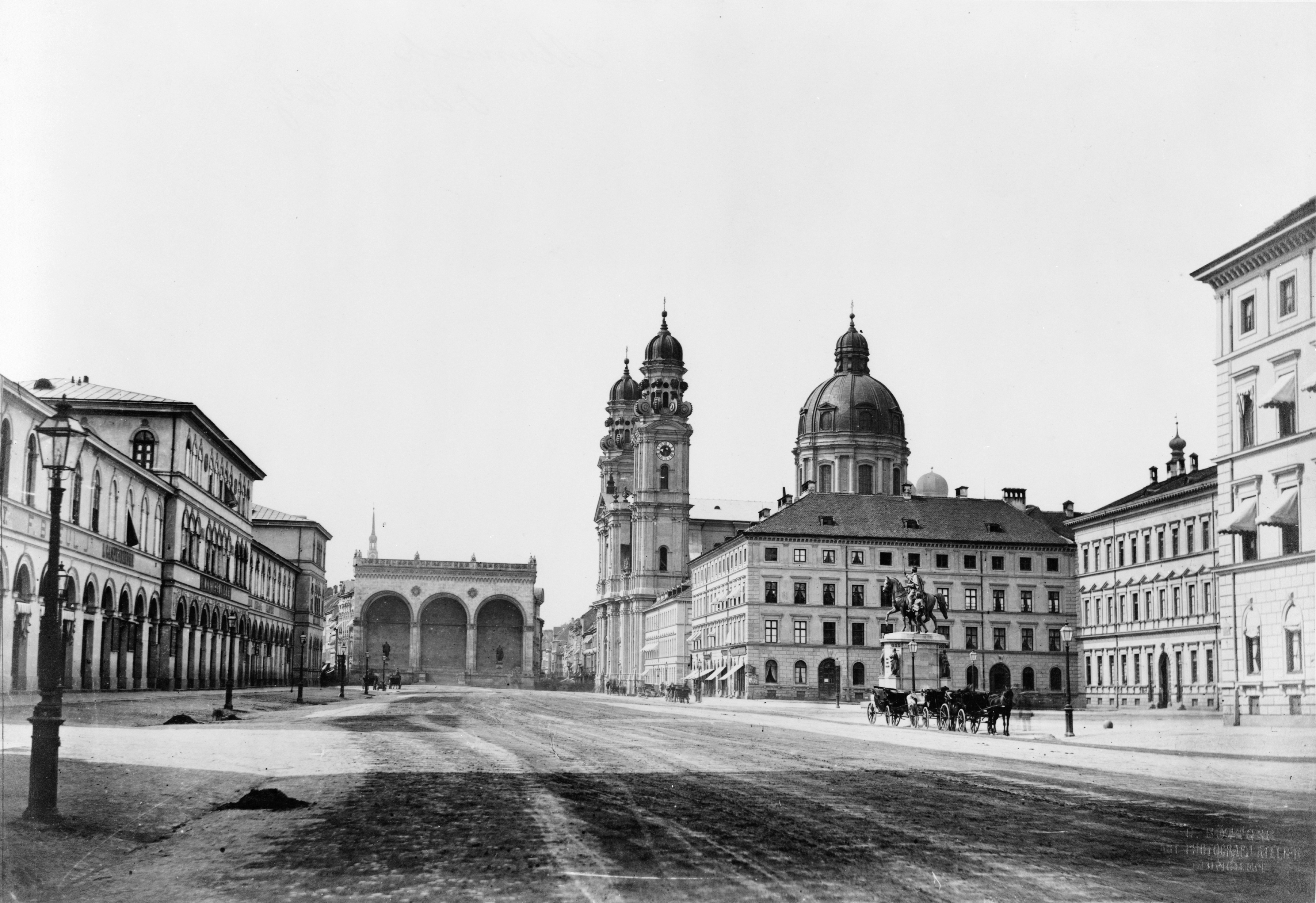
Fotografía de antes de 1891 que muestra al Feldherrnhalle desde la Odeonsplatz, mirando hacia el sur.

Ya en 1790, se realizó un proyecto en conexión con la demolición de las antiguas murallas para sustituir la Puerta Schwabing (Schwabinger Tor) con una nueva plaza y para hacer más monumental el inicio de la ruta desde la Residencia hasta el Palacio de Nymphenburg (el Fürstenweg, actual Brienner Straße). La forma actual de la plaza y del parvis al sur de ella fue determinada por el rey Luis I de Baviera, quien en 1816, cuando aún era príncipe de la corona, encargó a Klenze que diseñara toda la Ludwigstraße, incluida la plaza en su extremo sur. El estilo neoclásico italianizante del primer edificio, el Palacio Leuchtenberg, estableció el tono, y a diferencia de los proyectos anteriores de Friedrich Ludwig von Sckell que contemplaban que los edificios estuvieran rodeados por un parque, Klenze creó una plaza urbana cerrada para que encajara mejor con el adyacente tejido urbano del centro histórico. Sin embargo, el Feldherrnhalle, construido para cerrar la vista en el extremo sur en el emplazamiento de la puerta demolida, fue encargado al rival de Klenze, Friedrich von Gärtner, en 1840–41. Mientras continuaba la construcción de la plaza, el proyecto se amplió para incluir la nueva Ludwigstraße; originalmente había sido prevista como una plaza central. Como resultado, el obelisco en memoria de las tropas bávaras que perdieron la vida en la lucha contra Napoleón en su campaña rusa se erigió en su lugar en la Karolinenplatz en 1833. En 1862 se añadió una estatua ecuestre de Luis I en la salida de la calle entre el Odeon y el Palais Leuchtenberg, diseñada por Ludwig von Schwanthaler y ejecutada por Max von Widnmann.

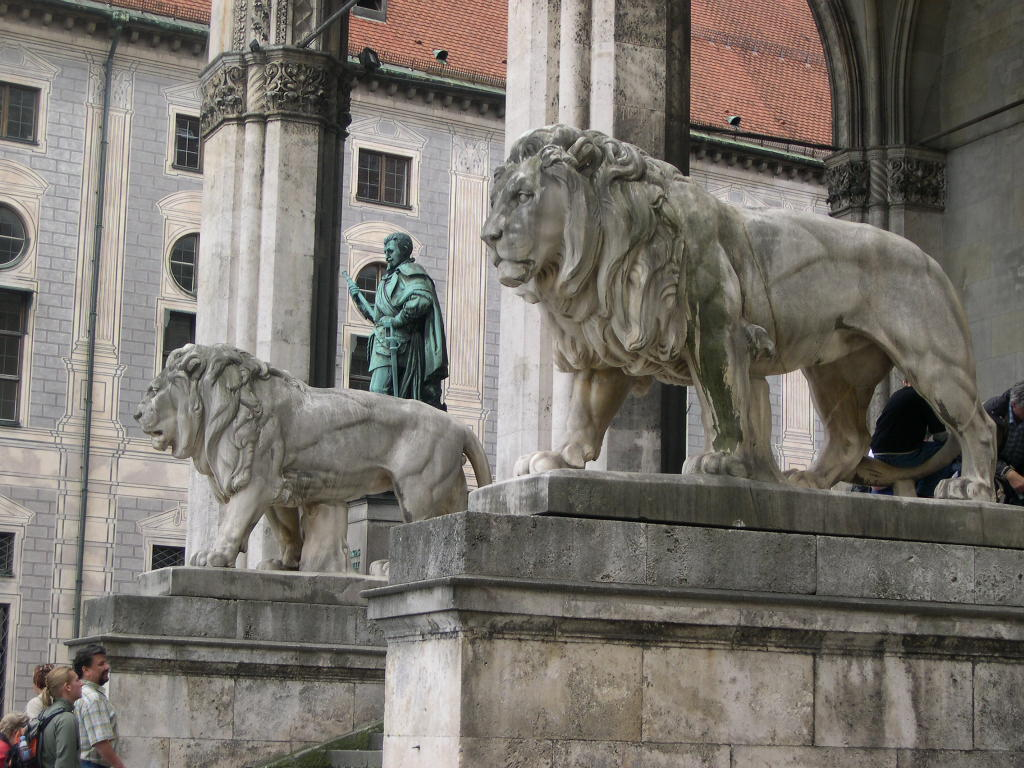
Esculturas de león de Wilhelm von Rümann en el Feldherrnhalle.

La Odeonsplatz ha sido tradicionalmente un lugar utilizado frecuentemente para realizar desfiles y eventos públicos, incluidas procesiones fúnebres (más recientemente por Franz Josef Strauss en 1988), desfiles de la victoria (como por las tropas bávaras que participaron en la guerra franco-prusiana de 1871), que recorrían la Ludwigstraße hasta el Feldherrnhalle. El desfile anual a la Oktoberfest todavía sigue esta ruta.

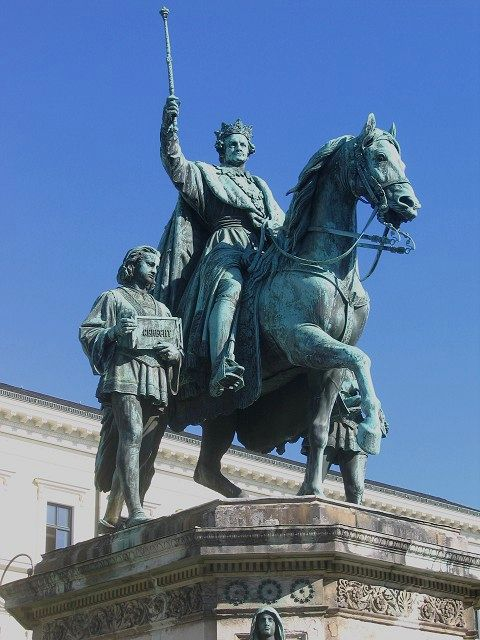
La estatua ecuestre de Luis I de Max von Widnmann en el lado oeste de la plaza.

Según muchos historiadores, esta función tradicional fue la razón de la marcha nazi hacia el Feldherrnhalle del 9 de noviembre de 1923 en el curso del Putsch de Múnich, que terminó en un tiroteo en el que fueron asesinados cuatro policías estatales y dieciséis nazis. Durante el Tercer Reich, el desfile conmemorativo anual pasaba por la plaza y continuaba hacia la Königsplatz, donde habían sido enterrados los nazis caídos. Se erigió un memorial para ellos al este del Feldherrnhalle, que todos los transeúntes tenían que honrar con el saludo fascista; este memorial fue demolido en 1945 y los cuatro policías recordados con una placa en el suelo y en 2010 con una en la fachada de la Residencia. La Odeonsplatz fue también el tema de al menos una pintura de Hitler. Junto con la Marienplatz, la Odeonsplatz sigue siendo en la actualidad un lugar importante para eventos y manifestaciones cívicas de Múnich.